# سولهمستيد (باركشير)
سولهمستيد (بالإنجليزية: Sulhamstead)‏ هي قرية و أبرشية مدنية تقع في المملكة المتحدة في إنجلترا. يقدر عدد سكانها بـ 1,471 نسمة ومساحتها 7.08 كم2 .